# Premi e riconoscimenti di Nicole Kidman

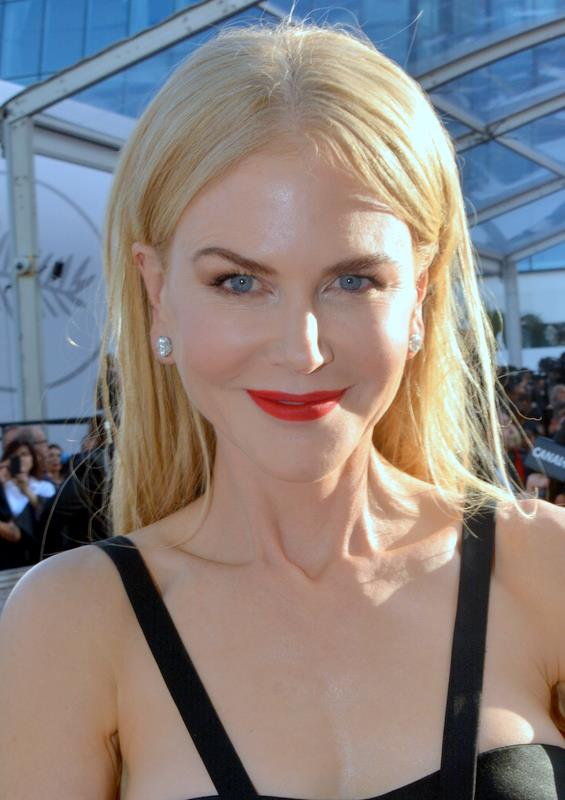
Nicole Kidmann al Festival di Cannes 2017

Questa è la lista dei premi e riconoscimenti ricevuti dell'attrice Nicole Kidman.

## Riconoscimenti
- Premio Oscar
  - 2002 – Candidatura alla migliore attrice per Moulin Rouge!
  - 2003 – Migliore attrice per The Hours
  - 2011 – Candidatura alla migliore attrice per Rabbit Hole
  - 2017 – Candidatura alla migliore attrice non protagonista per Lion - La strada verso casa[1]
  - 2022 – Candidatura alla migliore attrice per A proposito dei Ricardo[2]
- Golden Globe
  - 1992 – Candidatura per la migliore attrice non protagonista per Billy Bathgate - A scuola di gangster
  - 1996 – Migliore attrice in un film commedia o musicale per Da morire
  - 2002 – Migliore attrice in un film commedia o musicale per Moulin Rouge!
  - 2002 – Candidatura alla migliore attrice in un film drammatico per The Others
  - 2003 – Migliore attrice in un film drammatico per The Hours
  - 2004 – Candidatura alla migliore attrice in un film drammatico per Ritorno a Cold Mountain
  - 2005 – Candidatura alla migliore attrice in un film drammatico per Birth - Io sono Sean
  - 2011 – Candidatura alla migliore attrice in un film drammatico per Rabbit Hole
  - 2013 – Candidatura alla migliore attrice non protagonista per The Paperboy
  - 2013 – Candidatura alla migliore attrice in una mini-serie o film per la televisione per Hemingway & Gellhorn
  - 2017 – Candidatura alla migliore attrice non protagonista per Lion - La strada verso casa[3]
  - 2018 – Miglior mini-serie o film per la televisione per Big Little Lies - Piccole grandi bugie
  - 2018 – Migliore attrice in una mini-serie o film per la televisione per Big Little Lies - Piccole grandi bugie
  - 2019 – Candidatura alla migliore attrice in un film drammatico per Destroyer
  - 2020 – Candidatura alla migliore attrice in una mini-serie o film per la televisione per Big Little Lies - Piccole grandi bugie
  - 2021 – Candidatura alla migliore attrice in una mini-serie o film per la televisione per The Undoing - Le verità non dette
  - 2022 – Migliore attrice in un film drammatico per Being the Ricardos[4]
  - 2025 – Candidatura alla migliore attrice in un film drammatico per Babygirl
- Premio BAFTA
  - 1996 – Candidatura alla migliore attrice per Da morire
  - 2002 – Candidatura alla migliore attrice per The Others
  - 2003 – Migliore attrice per The Hours
  - 2017 – Candidatura alla migliore attrice non protagonista per Lion - La strada verso casa
- Premio Emmy
  - 2012 – Candidatura per la migliore attrice in una miniserie o film televisivo per Hemingway & Gellhorn
  - 2017 – Migliore attrice in una miniserie o film televisivo per Big Little Lies - Piccole grandi bugie
- San Diego Film Critics Society Awards
  - 2016 – Candidatura per la migliore attrice non protagonista per Lion - La strada verso casa
  - 2018 – Migliore attrice non protagonista per Boy Erased - Vite cancellate
- Screen Actors Guild Award
  - 2002 – Candidatura per il miglior cast cinematografico per Moulin Rouge!
  - 2003 – Candidatura per la miglior attrice cinematografica per The Hours
  - 2003 – Candidatura per il miglior cast cinematografico per The Hours
  - 2010 – Candidatura per il miglior cast cinematografico per Nine
  - 2011 – Candidatura per la miglior attrice cinematografica per Rabbit Hole
  - 2013 – Candidatura per la migliore attrice non protagonista cinematografica per The Paperboy
  - 2013 – Candidatura per la miglior attrice in un film televisivo o mini-serie per Hemingway & Gellhorn
  - 2016 – Candidatura per la miglior attrice in un film televisivo o mini-serie per Grace di Monaco
  - 2017 – Candidatura per la migliore attrice non protagonista cinematografica per Lion - La strada verso casa
  - 2018 – Miglior attrice in una mini-serie o film TV per Big Little Lies - Piccole grandi bugie
  - 2020 – Candidatura per il miglior cast in una serie drammatica per Big Little Lies - Piccole grandi bugie
  - 2020 – Candidatura per il miglior cast cinematografico per Bombshell - La voce dello scandalo
  - 2020 – Candidatura per la migliore attrice non protagonista cinematografica per Bombshell - La voce dello scandalo
  - 2021 – Candidatura alla migliore attrice in una miniserie o film per la televisione per The Undoing - Le verità non dette
  - 2022 – Candidatura alla migliore attrice protagonista per A proposito dei Ricardo[5]
- Mostra internazionale d'arte cinematografica di Venezia
  - 2024 – Coppa Volpi per la migliore interpretazione femminile per Babygirl
- AACTA Award
  - 2008 - Candidatura alla Miglior attrice internazionale per La bussola d'oro
- National Film Awards
  - 2008 - Candidatura alla Miglior interpretazione femminile per La bussola d'oro
- Premio YoGa[6]
  - 2008 - Peggior attrice straniera per La bussola d'oro
- SyFy Portal Genre Awards
  - 2008 - Candidatura alla Miglior attrice per La bussola d'oro

## Riconoscimenti speciali
Nel 2002, al numero 6801 dell'Hollywood Boulevard, riceve una stella sulla celebre Hollywood Walk of Fame per il suo contributo all'industria cinematografica statunitense.